# Semiothisa quadriseriata
Semiothisa quadriseriata là một loài bướm đêm trong họ Geometridae.